# Salangen
Salangen é uma comuna da Noruega, com 457 km² de área e 2 265 habitantes (censo de 2004).         